# Flacourtia
Flacourtia é um género botânico pertencente à família Salicaceae.